# Poliția este învinsă
Poliția este învinsă (titlul original: în italiană La polizia è sconfitta) este un film polițist italian, realizat în 1977 de regizorul  Domenico Paolella. Protagoniști sunt Marcel Bozzuffi și Vittorio Mezzogiorno.

## Conținut
Există un singur răspuns împotriva crimei din ce în ce mai brutale și anume se formează o unitate specială de poliție. Ofițerii de poliție selectați sunt pregătiți pentru munca lor periculoasă într-un program dur de pregătire. Unitatea specială încearcă cu duritate de fier să restabilească ordinea.

## Distribuție
- Marcel Bozzuffi – comisarul Grifi
- Vittorio Mezzogiorno – Valli
- Riccardo Salvino – agent Brogi
- Claudia Giannotti – Anna
- Francesco Ferracini – Platania
- Andrea Aureli – proprietarul de bar
- Pasquale Basile – mareșalul Marchetti
- Nello Pazzafini – tunezianul
- Alfredo Zammi – Corsi
- Simona Ogier – Rita
- Eolo Capritti – Bertini
- Tito LeDuc – Pierre
- Ivana Novak – polițista
- Beni Cardoso – Rosaria Cortina